# 山岸彩子
山岸 彩子（やまぎし さいこ、本名:山岸栽子、1981年2月2日 - ）は日本の女優。アライヴ所属。かつてはディメンションに所属していた。

## 来歴
- 東京都国立市出身。
- 東京都立国分寺高等学校、武蔵野美術大学造形学部基礎デザイン学科卒業。
- KDDIの企業CMでデビュー[3]。

## 出演

### 広告

#### CM
- KDDI 企業（2003年8月）
- アイライン（2005年1月）
- 月桂冠 ザ・カップ（2005年9月） - OL・登場篇
- RISO オルフィス（2007年7月）
- SBI損保の自動車保険（2020年8月）

#### スチール
- ニチイ学館 カタログ（2003年）
- アイライン パンフレット（2005年）
- RISO オルフィス（2007年） - 新聞・雑誌広告

### ドラマ
- ああ探偵事務所 第9話（2004年、テレビ朝日） - みどり 役
- 考古の法廷（2004年、サイエンスチャンネル） - 準主演佐藤真紀（ミイラの所有者の娘）役
- 連続企業爆破テロ40年目の真実 極秘資料が明かす警察と爆弾犯の攻防260日（2015年、フジテレビ） - 婦警 役
- アンダーウェア 第5話（2015年、フジテレビ） - 元彼女役

### 映画
- 爆撃機の眼（2004年、監督:八坂俊行） - 映画美学校卒業製作作品 - 主演雫 役
- キスとキズ（2004年、監督:堀江慶）
- 想色〜オモイ・ノ・イロ〜（2004年）監督:喜屋武靖）
- SIX BULLETS EPISODE 3（2004年、監督:加藤正志） - ヒロイン岩崎明美 役
- 妹 -SISTER-（2005年、監督:大塚祐吉） - ひとみ 役
- LOVEHOTELS -ANTI SEX-（2006年、監督:村松亮太郎）
- ハヴァ、ナイスデー（2006年、監督:筧昌也、矢崎仁司）
- Sweet Rain 死神の精度（2008年、監督:筧昌也）
- 惑星のささやき（2011年、監督:澤田サンダー）
- お姉妹（2012年、監督:小林勇太） - 弥生 役
- シケイダ（2013年、監督:金子嵩明） - ヒロイン奏 役

### ネットシネマ
- Ai-Oi -アイオイ-（2005年、監督:及川拓郎）ネットシネマ配信終了
- 恐怖の面接（2005年、監督:しりあがり寿）NEOM無料配信
- 大安吉日（2006年、監督:矢崎仁司）goo 短編.JP - ウェイバックマシン（2006年2月14日アーカイブ分）
- 35度の彼女（2006年、監督:筧昌也）goo 短編.JP - ウェイバックマシン（2006年2月7日アーカイブ分）

### 舞台
- 劇団三年物語『僕の悪夢と眠らない僕』（2005年10月、江古田ストアハウス）
- 劇団三年物語『タフネス』（2006年2月、劇場MOMO）
- ACM劇場プロデュース公演『麗しのハリマオ』（2007年1月、ACM劇場）
- 劇団三年物語『KIDS』（2007年9月、シアターサンモール）
- 劇団三年物語『御伽草子 〜大江山酒呑童子〜』（2008年6月、大塚萬劇場）
- 演劇サムライナンバーナイン『7つのQを放つ夜光劇場は存在するか？』（2009年3月、サンモールスタジオ）
- 劇団三年物語『ロボット〜遙か彼方の未来の記憶〜』（2009年8月、池袋東京芸術劇場小ホール1）
- 演劇サムライナンバーナイン『ジェノサイド〜ボクとカノジョと春と修羅〜』（2010年4月、中野BONBON）
- 演劇サムライナンバーナイン『立ち尽くすほどの夕方に。』（2010年9月、下北沢シアター711）
- 演劇サムライナンバーナイン『飛龍伝〜革命という名の愛のもとに〜』（2012年6月、新宿タイニイアリス）
- 演劇サムライナンバーナイン『花と乱歩と曾根崎心中』（2012年10月、スペースEDGE）
- 元東京バンビ 『男の果て』（2013年3月、下北沢OFFOFFシアター）
- Bobjack theater『幸福レコード』（2014年2月、シアターKASSAI）
- 岡本貴也 作演『暗転セクロスw』（2014年10月、上野ストアハウス）
- 劇団さるもこしかける社『Kind of love』（2014年12月、新宿シアターブラッツ）
- 2015シアターグリーンプロデュース『黒くて紅い華』（2015年3月、シアターグリーン　BOX in BOX THEATER）
- 声劇和楽団 第3回公演『もう一つの太郎物語』（2015年8月22日、紀尾井小ホール）[4]
- 声劇和楽団 第4回公演『ヒルズ de 怪談』（2015年12月29日、サントリーホール ブルーローズ）

### モーションキャプチャー
- ゼルダ無双　- ゼルダ姫役（2014年）
- 零 〜濡鴉ノ巫女〜　- 深羽役（2014年）
- 真三國無双7 Empires　- モーションキャプチャ（2014年）
- ブレイドストーム 百年戦争&ナイトメア　- ジャンヌダルク役（2015年）
- ドラゴンクエストヒーローズ 闇竜と世界樹の城　- メーア（主人公女）役（2015年）

### その他
- 氣志團（ライブ出し映像）（2004年）
- 明治乳業みるく館 ショートムービー（2011年）